# Michael Coleman (actor)
Michael "Mike" Coleman (n. 6 de diciembre de 1973) es un actor de voz, guionista, productor, editor y director canadiense que trabaja para Ocean Studios en Vancouver, Columbia Británica, Canadá. Realizó su debut ante las cámaras en la serie "Millennium" (1996/I), aunque la mayor parte de su carrera se ha centrado en participar en el doblaje de diversos personajes de animé.

## Roles en anime
- A Tree of Palme como Roualt
- Dragon Ball Z (TV) como Idasa
- Dragon Ball Z 6: Return of Cooler como Mokki
- Dragon Ball Z 9: Bojack Unbound como Bido
- Dragon Ball Z 12 como Janemba
- Dragon Drive (TV) como Mukai
- Go! Go! Itsutsugo Land como Leroy Green (episodio 24)
- Hamtaro como Stan
- Infinite Ryvius como Chic Craate
- Inu Yasha como Acolyte (Ep.130)
- Mobile Suit Gundam Seed Destiny como Youlant Kent
- Starship Operators como Shinto Mikami
- The Story of Saiunkoku como Sânta
- Zoids: Fuzors (TV) como Luke